# 藤枝市立岡部中学校
藤枝市立岡部中学校（ふじえだしりつ おかべちゅうがっこう）は、静岡県藤枝市の東部、岡部地区に位置する公立中学校。岡部市街地から少し離れた朝比奈川沿いに位置している。

## 沿革
- 1980年（昭和55年） - 岡部町立岡部中学校(1947-1980年)と岡部町立朝比奈中学校が統合し、岡部町立岡部中学校として開校
- 1980年（昭和55年） - 現在地に校舎が完成し移転
- 1981年（昭和56年） - 校章、校歌制定、プール完成
- 2009年（平成21年） - 藤枝市立岡部中学校に改称

## 学区
- 岡部地区全域

## 小学校区
- 藤枝市立岡部小学校
- 藤枝市立朝比奈第一小学校

## 学校教育目標
自らの道を、自らの力で、きり拓く生徒

## ステージ制
1年を5つのステージにわける。また、そのステージのテーマがある。

## 専門委員会
- 生徒会
- 生活専門委員会
- 環境専門委員会
- 広報専門委員会
- 学習専門委員会
- 給食専門委員会
- 保健専門委員会
- 福祉専門委員会
- 歌声専門委員会
- 選挙管理委員会

## 部活動
- サッカー部
- 野球部
- バスケ部(男)
- 卓球部（男女）
- バレー部（女）
- ソフト部（女）
- 吹奏楽部
- ソフトテニス部（男女）
- 剣道部

## 周辺施設
- おかべ巨石の森公園

## 交通
- 藤枝市営バス朝比奈線 玉取・小布杉行き・藤枝岡部線　藤枝市役所・藤枝市立総合病院行き、「岡部中学入口」下車
- 東海道本線西焼津駅
- 静岡県道81号焼津森線
- 新東名高速道路藤枝岡部IC
- 東名高速道路焼津IC